# Paul Morrissey
Pour les articles homonymes, voir Morrissey (homonymie).
Paul Morrissey, né le 23 février 1938 à Manhattan (New York) et mort le 28 octobre 2024 dans la même ville, est un réalisateur, scénariste, directeur de la photographie, producteur, monteur et acteur américain. Il est notamment connu pour avoir réalisé plusieurs films produits par Andy Warhol qui ont fait de lui l'une des figures du cinéma underground américain.

## Biographie

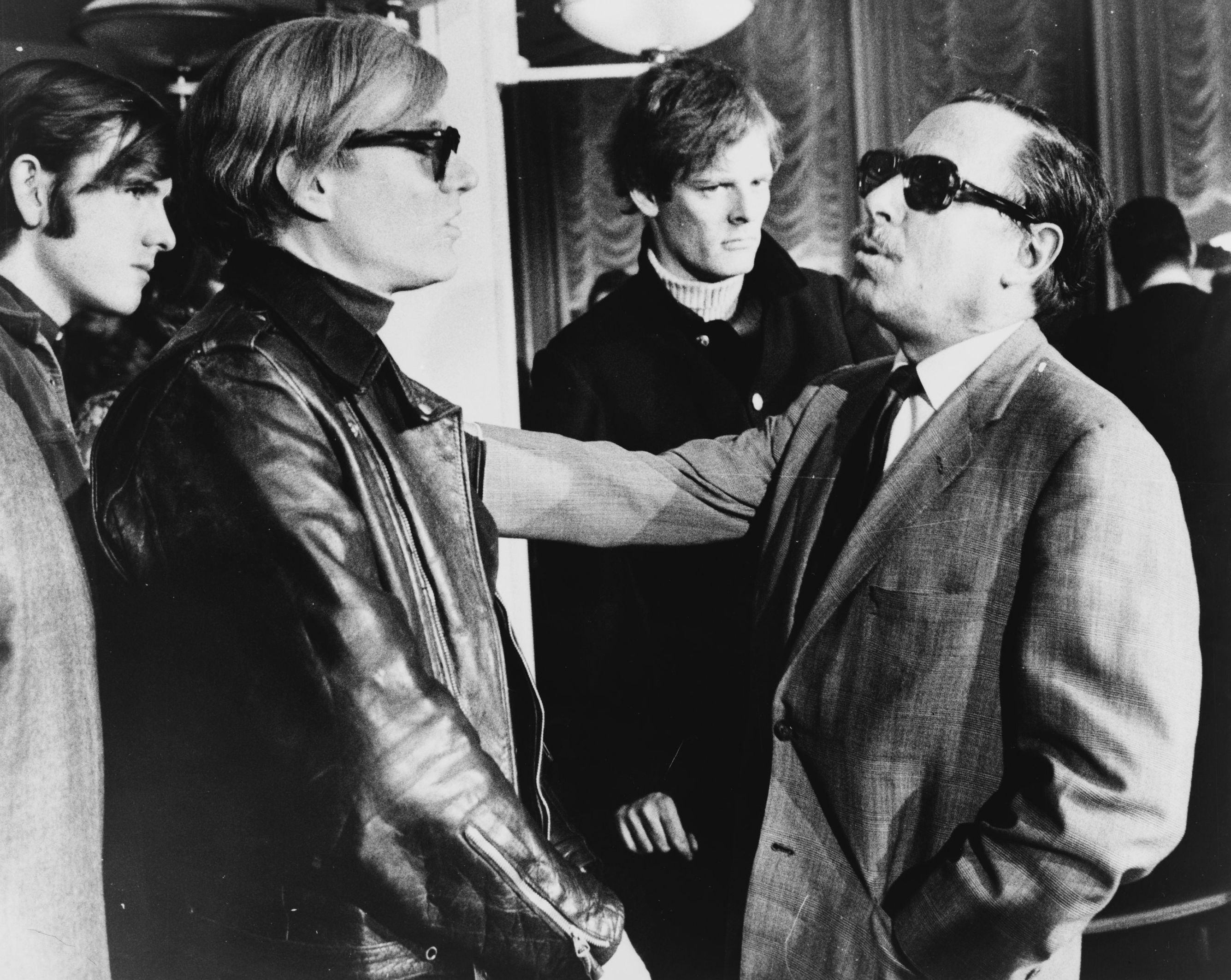
Paul Morrissey derrière Andy Warhol et Tennessee Williams (1967).

Paul Morrissey naît dans une famille catholique d'origine irlandaise. Il poursuit des études de littérature à l'université jésuite Fordham de Bronx. Il est employé ensuite comme travailleur social au début des années 1960. Il commence à réaliser des courts métrages à l'université. En 1965, il rencontre Andy Warhol et devient rapidement un réalisateur incontournable du milieu underground de New York. Leur collaboration s'achève en 1975, après plusieurs films dont la trilogie : Flesh (1968), Trash (1970) et Heat (1972) avec Joe Dalessandro. Il tourne en France et en Italie Du sang pour Dracula et Chair pour Frankenstein, toujours avec Dallessandro et co-produits par Carlo Ponti, entre autres.
Pendant toute cette période, il réalise une série de photographies à New York, Cannes, Saint-Tropez et Positano mettant en scène Warhol, Nico, Lou Reed, Viva, le groupe Velvet Underground (qu'il a découvert avec Gerard Malanga). Il utilise un appareil Canon Dial comme une caméra capturant des séquences d’images.
En 1975, Andy Warhol décide de se consacrer à sa peinture et sa collaboration avec Morrissey s'interrompt. Paul Morrissey se rapproche du mouvement Dogme95 à partir du milieu des années 1990.

## Filmographie

### Réalisateur
- 1966 : Chelsea Girls, coréalisé avec Andy Warhol
- 1967 : I, a Man, coréalisé avec Andy Warhol
- 1968 : San Diego Surf, coréalisé avec Andy Warhol
- 1968 : The Loves of Ondine, coréalisé avec Andy Warhol
- 1968 : Flesh
- 1970 : Trash
- 1971 : I Miss Sonia Henie (court-métrage)
- 1971 : Femmes en révolte (Women in Revolt)
- 1972 : Heat
- 1972 : L'Amour, coréalisé avec Andy Warhol
- 1973 : Chair pour Frankenstein (Flesh for Frankenstein)
- 1974 : Du sang pour Dracula (Blood for Dracula)
- 1978 : Le Chien des Baskerville (The Hound of the Baskervilles)
- 1981 : Madame Wang's
- 1982 : New York, 42e rue (Forty Deuce)
- 1984 : Cocaïne (Mixed Blood)
- 1985 : The Armchair Hacker
- 1985 : Le Neveu de Beethoven (Beethoven's Nephew)
- 1988 : Spike of Bensonhurs (Spike of Bensonhurst)
- 2010 : News from Nowhere[3]

### Scénariste
- 1968 : Flesh de lui-même
- 1969 : Lonesome Cowboys d'Andy Warhol
- 1970 : Trash de lui-même
- 1971 : Femmes en révolte (Women in Revolt) de lui-même
- 1973 : L'Amour d'Andy Warhol et lui-même
- 1973 : Chair pour Frankenstein (Flesh for Frankenstein) de lui-même
- 1974 : Du sang pour Dracula (Blood for Dracula) de lui-même
- 1978 : Le Chien des Baskerville (The Hound of the Baskervilles) de lui-même
- 1984 : Cocaïne (Mixed Blood) de lui-même
- 1985 : Le Neveu de Beethoven de lui-même
- 1988 : Spike of Bensonhurst de lui-même

### Directeur de la photographie
- 1965 : Screen Test #1 d'Andy Warhol
- 1965 : Screen Test #2 d'Andy Warhol
- 1965 : Screen Test d'Andy Warhol
- 1966 : Screen Test #4 d'Andy Warhol
- 1966 : Screen Test #3 d'Andy Warhol
- 1966 : The Velvet Underground and Nico d'Andy Warhol
- 1967 : The Andy Warhol Story d'Andy Warhol
- 1968 : Flesh de lui-même
- 1969 : Lonesome Cowboys d'Andy Warhol
- 1970 : Trash de lui-même
- 1972 : Heat de lui-même

### Producteur
- 1969 : Lonesome Cowboys d'Andy Warhol
- 1969 : Blue Movie d'Andy Warhol
- 1971 : Femmes en révolte (Women in Revolt) de lui-même
- 1973 : L'Amour coréalisé avec Andy Warhol

### Monteur
- 1969 : Lonesome Cowboys d'Andy Warhol
- 1970 : Trash de lui-même
- 1971 : Femmes en révolte (Women in Revolt) de lui-même

### Acteur
- 1969 : Macadam Cowboy (Midnight Cowboy) de John Schlesinger : invité à la fête
- 1981 : Riches et célèbres (Rich and Famous) de George Cukor : invité à la fête à Malibu

### Lui-même
- 1982 : Chambre 666 de Wim Wenders : interviewé sur l'avenir du cinéma